# Dschungelmädchen für zwei Halunken
Dschungelmädchen für zwei Halunken ist ein deutsch-italienischer Abenteuerspielfilm aus dem Jahre 1974 von Ernst Hofbauer.

## Handlung
Jeff und Jim sind zwei Abenteurer, die sich durch Südamerika schlagen und ebenso ständig wie sprücheklopfend in die haarsträubendsten Abenteuer geraten. „Halunke“ Jeff ist ein ganzer Kerl, stur und etwas begriffsstutzig, hat in dem baumlangen „Halunken“ Jim das genaue Gegenteil an seiner Seite: Der ist oft zu Späßen aufgelegt und ein fröhlicher Rabauken-Typ. In ihrer übermütigen Art haben die beiden Männer bislang so manche Händel mit der kolumbianischen Polizei ausgetragen. Nun aber lockt ein lukrativer Job. Der italienische Spaghetti-Fabrikant Bernardo Telli möchte, dass die beiden „Halunken“ für gutes Geld seinen Sohn Giovanni, auch nicht unbedingt der hellste Stern im Kosmos, in den Dschungel begleiten, da dieser auf Expedition zu den Amazonen aufzubrechen beabsichtigt, um später darüber ein Buch zu schreiben. Natürlich behalten Jeff und Jim für sich, dass sie nicht die geringste Ahnung von einem noch nicht entdeckten und erforschten Amazonenstamm haben. Man bricht auf, und bald aber geraten sie in höchste Nöte während Vater Telli mit seiner Sekretärin dem Dreiergrüppchen heimlich nachgereist um Sohn Giovanni klarzumachen, dass er, nachdem er dessen Abenteuer finanziert hat, erwartet, dass der Filius nach überstandener Expedition als Juniorchef in die heimatliche Firma zurückkehrt.
Als das kleine Grüppchen nach diversen Abenteuern auf den Stamm der kriegerischen Damen stoßen, geraten sie in deren Gefangenschaft. Ihnen auf der Spur ist bereits eine goldgierige Gangstertruppe, die im Dschungel einen großen Amazonenschatz vermutet, den sie zu rauben gedenken. Derweil gestaltet sich die Gefangenschaft der drei Kumpels bei den meist nackten Dschungelmädels als nicht ganz unangenehm, sind diese doch durchaus zugänglich für die optischen Reize der sexuell durchaus aktiven Buddies Jim und Jeff. Der bei den Amazonen lebende Dr. Svenson macht den drei Jungs recht bald klar, dass die hübschen, braunhäutigen, jungen Kriegerinnen sie vermutlich nie mehr wieder ziehen lassen werden, nicht unbedingt, weil sie die Männer als Sexsklaven halten, sondern vielmehr weil die Amazonen das Geheimnis ihrer Existenz im Dschungel bewahrt wissen wollen. Dann plötzlich tauchen jedoch die schutzsuchenden Gangster im Anazonendorf auf, und die haben nichts Gutes im Sinn. Nun reichen Sprüche klopfen und Amazonen becircen nicht mehr aus. Die drei weißen Expeditionsteilnehmer verteidigen fäusteschwingend ihre hübschen Gastgeberinnen und stehen den Amazonen im Kampf gegen das Schurkenpack, die wahren Halunken, bei …

## Produktionsnotizen
Dschungelmädchen für zwei Halunken, auch bekannt unter dem Titel Zwei Teufelskerle auf dem Weg zur grünen Hölle wurde 1973 in den Höhenlagen von Kolumbien gedreht und am 6. März 1974 uraufgeführt. Der Dialogregisseur vor Ort in Kolumbien hieß Fernando Orozco. Der Film wurde 1975 mit Zwei Teufelskerle auf dem Weg ins Kloster mit denselben beiden Hauptdarstellern fortgesetzt.
Trotz klimabedingter Strapazen absolvierten Hauptdarsteller Wolf Goldan und Robert Widmark alle Action-Szenen ohne Double.
Géza von Cziffra und Produzent Theo Maria Werner verfassten das Drehbuch unter Pseudonymen.

## Kritiken
Das Lexikon des Internationalen Films sah in dem Streifen ein „deutsches Lustspiel von bemerkenswertem Schmuddel-Schwachsinn.“
Die Neue Hannoversche Presse resümierte: „Sprünge wie beim Hongkong-Karate-Film, Keilerei wie beim Italowestern, nackte Mädchen wie bei den ‚Report‘-Filmen.“